# Lodovico Graziani
Lodovico Graziani (Fermo, 14 novembre 1820 – Grottazzolina, 15 maggio 1885) è stato un tenore italiano; ebbe altri tre fratelli cantanti: Francesco (baritono), Giuseppe (basso) e Vincenzo (anch'egli baritono).

## Carriera artistica
Studiò canto sotto la guida di Francesco Cellini, maestro di cappella nella sua città natale. Debuttò nel 1845 al Teatro Corso di Bologna nel Don Procopio di Carlo Cambiaggio. Passato al Teatro Valle di Roma, si esibì poi in vari teatri dell'Urbe. La sua voce si prestava al repertorio rossiniano in quanto dotato di colore chiaro e con grandi doti di agilità.
Nel 1850 fu impegnato a Firenze ne I masnadieri e Beatrice di Tenda, poi a Torino prese parte alla prima esecuzione in Italia de La lega lombarda di Antonio Buzzi, oltre a La gazza ladra di Gioachino Rossini, La vestale di Saverio Mercadante e Attila di Giuseppe Verdi.
Nella stagione 1852-53 fu al Teatro La Fenice di Venezia dove portò in scena Il Buondelmonte di Pacini e La prigioniera di Bosoni e, il 6 marzo 1853, debuttò nel ruolo di Alfredo ne La traviata di Verdi. Fu impegnato anche in altri teatri italiani come quelli di Palermo e Genova, oltre che all'estero: al Théâtre Italien di Parigi, a Londra, a Barcellona e a Vienna.
La sua voce molto estesa e la facilità nel fraseggio, nonché la sua capacità di rispettare la “parola scenica” così come voleva Verdi, nonostante mancasse di potenza, lo rese un grande interprete di tanti ruoli verdiani.
Toccò l'apice della carriera nel 1865 quando, al Teatro Comunale di Bologna, portò in scena per la prima volta in Italia L'africana di Meyerbeer. Da quel momento le sue apparizioni si fecero sempre più rare, fino al ritiro definitivo dalle scene.
Morì il 15 maggio 1885 nella sua villa di Grottazzolina (Fermo).

## Repertorio
- Rossini: 
  - Semiramide
  - La gazza ladra
  - Stabat Mater
- Bellini: 
  - Beatrice di Tenda
  - Norma
- Donizetti: 
  - Anna Bolena
  - Lucrezia Borgia
  - Don Sebastiano
- Verdi: 
  - I masnadieri
  - La traviata
  - Attila
  - I Lombardi alla prima crociata
  - Ernani
  - Il corsaro
  - Rigoletto